# Sveriges Konsumenter
Sveriges Konsumenter är en samarbetsorganisation som verkar för konsumenternas intressen genom ökad konsumentmakt. Sveriges Konsumenter är en obunden, demokratiskt förankrad organisation som arbetar genom lobbying, opinionsbildning och folkbildning. Bakom organisationen står 21 medlemsorganisationer.

## Verksamhet
Verksamheten driver frågor nationellt, inom EU och internationellt; organisationen representerar konsumentintresset i ett 30-tal forum. Däribland genom aktivt medlemskap i den europeiska konsumentorganisationen BEUC, Consumers International och ANEC.
Organisationen verkar för att alla konsumenter ska ha mer makt, bättre skydd och bästa möjliga förutsättningar att konsumera hållbart och medvetet. Organisationen arbetar brett med konsumentfrågor, men lägger också fokus vid frågor som rör konsumenträtt, livsmedel, överskuldsättning, banktjänster, tillgänglighet, integritet på nätet och hållbar konsumtion. Sveriges Konsumenter driver ofta sakfrågor i projektform. Projektet Fair Finance Guide är ett internationellt initiativ för att öka insynen i hur hållbart bankerna investerar. 

## Konsumentpriset Blåslampan
Konsumentpriset Blåslampan delas varje år ut av Sveriges Konsumenter och tidningen Råd & Rön. Det ska gå till en person, organisation eller ett företag som på ett inspirerande och nyskapande sätt slagit vakt om konsumenternas intressen. Vinnaren får 10 000 kronor, en antik blåslampa och en prenumeration på Råd & Rön och så äran förstås.  

## Historia
Sveriges Konsumenter bildades 1992 för att stärka konsumenternas roll i Sverige och EU. En huvudorsak var EU-inträdet som öppnade för inflytande i olika organ för ideella konsumentorganisationer. 
År 2006 övertog Sveriges Konsumenter ägarskapet av tidningen Råd & Rön från Konsumentverket. Samma år bytte organisationen namn från dåvarande Sveriges Konsumentråd till Sveriges Konsumenter. Sedan 2008 bedriver Sveriges Konsumenter konsumentvägledning på uppdrag av olika kommuner och organisationer genom KonsumentCentrum. 